# 第49回日本レコード大賞
第49回日本レコード大賞（だい49かいにほんレコードたいしょう）は、2007年（平成19年）12月30日に新国立劇場中劇場で行われた、49回目の『日本レコード大賞』である。

## 概要
第49回の大賞は、コブクロの「蕾（つぼみ）」に決定した。コブクロは初の受賞。男性デュオとしては史上初。
最優秀歌唱賞にEXILEが選ばれた。グループへの最優秀歌唱賞は史上初。
最優秀新人賞には℃-uteが選ばれたものの、受賞のステージには出演できなかった。そのため、代理として作詞・作曲・プロデュースを務めたつんく♂が賞を受け取り、楽屋に待機していたメンバーを訪問して喜びの声を聞く演出が取られた。なお、つんく♂はシャ乱Qとしても「ズルい女」を披露していた。
この年のオリコン年間シングルチャート1位だった秋川雅史の「千の風になって」（2006年5月発売）は、大賞候補となる金賞ではなく、特別賞を受賞した。第24回（1982年）の岩崎宏美「聖母たちのララバイ」などと同様に原詩が日本語でなかったことや、発売が前年5月で今回の金賞審査対象から外れていたことなどが理由として挙げられる。
前回（2006年）、1日早めて行われた『第48回日本レコード大賞』が高視聴率をマーク。このため、2007年の第49回も12月30日に授賞式が行われることになった。視聴率は16.8%（関東地区、ビデオリサーチ調べ）で、前年の48回より0.2P下がったものの、ほぼ前年並みとなった。ちなみにこの時間帯の首位は18.0%で、日本テレビの「おとなの学力検定スペシャル小学校教科書クイズ!」であった。
関西地区のMBSは20.0%（19:00 - 21:54の部）。

## 司会
- 堺正章
- 蛯原友里
- 押切もえ
- 安住紳一郎（TBSアナウンサー）
- 小林麻耶（TBSアナウンサー）
- ラジオ中継担当：小島一慶

12月14日の会見で発表。全員前回からの続投。

## 受賞作品・受賞者一覧

### 日本レコード大賞
- 「蕾」
- 歌唱：コブクロ
- 作詞・作曲：小渕健太郎、編曲：コブクロ
- プロダクション：ミノスケオフィスコブクロ
- レコード会社：ワーナーミュージック・ジャパン

### 最優秀歌唱賞
- EXILE「時の描片～トキノカケラ～」

### 最優秀新人賞
- ℃-ute「都会っ子 純情」

### 金賞（大賞、最優秀歌唱賞ノミネート作品）
- 絢香「Jewelry day」
- w-inds.「LOVE IS THE GREATEST THING」
- EXILE「時の描片～トキノカケラ～」
- 大塚愛「PEACH」
- 川中美幸「金沢の雨」
- 倖田來未「愛のうた」
- コブクロ「蕾」
- 氷川きよし「きよしのソーラン節」
- BoA「LOVE LETTER」
- 水森かおり「ひとり薩摩路」

### 新人賞（最優秀新人賞ノミネート）
- ℃-ute「都会っ子 純情」
- JYONGRI「〜約束〜」
- ステファニー「君がいる限り」
- 高杉さと美「旅人」

### 作曲賞
- 新井満「千の風になって」（歌・秋川雅史）

### 編曲賞
- 亀田誠治「哀歌 (エレジー)」（歌・平井堅）など

### 作詩賞
- ちあき哲也「吾亦紅」（歌・すぎもとまさと）

### 特別賞
- 秋川雅史
- 阿久悠
- 徳永英明
- 服部良一
- 服部克久
- 服部隆之

### 企画賞
- 「伊東ゆかり プレミアム・ベスト～60カラットの愛の歌～」
- 石川さゆり「歌芝居」
- 中森明菜「艶華 -Enka-」
- 尾上菊五郎劇団音楽部「歌舞伎・黒御簾音楽精選110」
- 「作詞家高野公男―没五周年記念―別れの一本杉は枯れず」
- 「ブラバン!甲子園」

### 功労賞
- 池多孝春
- 大沢浄二
- 五月みどり

### 特別功労賞
- 阿久悠（作詞家）
- 井沢八郎（歌手）
- 植木等（ジャズ・ミュージシャン、ギタリスト、歌手、ハナ肇とクレージーキャッツ・メンバー）
- 掛昇一（音楽評論家）
- 坂井泉水（歌手、音楽ユニット：「ZARD」）
- 羽田健太郎（作曲家、ピアニスト）

### 日本作曲家協会奨励賞
- あさみちゆき

## TV中継スタッフ
- ナレーション：ケイ・グラント
- 構成：樋口弘樹、あべ
- 取材：三好千春、川上共子、板垣寿美
- 監修：小西良太郎
- TM：箸透（新国立劇場）
- TP：小林敏之（新国立劇場）
- TD：長谷川晃司・荒木健一（新国立劇場）、福田俊夫（新国立劇場・外）、伊東修（OAサブ）
- カメラ：藤田栄治（新国立劇場）、鈴木康雄（新国立劇場・外）
- VE：伊藤賢一（新国立劇場）、岩佐博（新国立劇場・外）、高橋康弘（OAサブ）
- 照明：松本修一・高橋章（新国立劇場）、佐藤友泰（新国立劇場・外）
- 音声：菅原正巳・寿田道陽（新国立劇場）、武田聡之（新国立劇場・外）、川島雅裕（OAサブ）
- PA：池戸和幸・小暮倫見（新国立劇場）
- 音効：岡本智宏（新国立劇場）、半藤徹・山下祐司（OAサブ）
- プロンプター：テイクシステムズ
- 美術プロデューサー：飯田稔
- 美術デザイナー：中西忠司
- 美術制作：長谷川隆之
- 装置：成本活明
- メカシステム：庄子泰広
- 電飾：真鍋明
- LEDグラフィックス：市川元信
- 装飾：野呂利勝
- 植木装飾：小林正和
- 花装飾：安藤紀子
- アクリル装飾：渡邊卓也
- 特殊効果：矢島克祐、高橋一男
- 楽器：高井啓光
- 衣裳：軽石真央
- 持道具：貞中照美
- 化粧：惣門亜希子
- テクニカルCG：森享大、藤井晶之、MTPlanning
- 回線：穴澤毅
- MA：藤本大
- 編集：藤森唯史、大江剛史、水澤望
- TK：長谷川道子、葛貫明子、野村佳乃子
- 公開：廣中信行
- VTR担当：斉藤慶一郎、清宮嘉浩、渡部亮
- AP：鹿渡弘子、神田祐子
- 演出スタッフ：熊倉哲央、近藤尚、岩佐実季、小関美保子、堅木絢／永岡浩紹
- 演出：吉田裕二、西川永哲
- 舞台監督：岡本慎吾／田辺和弘
- チーフプロデューサー：利根川展
- プロデューサー：片山剛、服部英司
- 総合演出：平賀渉
- 映像協力：フジテレビ721（現・フジテレビTWO）、瀬戸内海放送
- 楽器協力：ローランド
- 技術協力：東通、ティ・エル・シー、エヌ・エス・ティー、TAMCO、ティ・アール・シー、赤坂ビデオセンター、ダブルビジョン、ウィッシュ、PRG、SJP、MTPlanning、テクト
- 協力：新国立劇場運営財団
- 制作協力：BMC
- 制作：TBSテレビ
- 製作著作：TBS
- 主催：社団法人 日本作曲家協会、日本レコード大賞制定委員会、日本レコード大賞実行委員会